# Amphiascus pacificus
Amphiascus pacificus är en kräftdjursart som beskrevs av Sars. Amphiascus pacificus ingår i släktet Amphiascus och familjen Diosaccidae. Inga underarter finns listade i Catalogue of Life.